# Tusztorténet
Túsztörténet  è un film del 1989 diretto da Gyula Gazdag.